# Буданцев, Андрей Львович
Андрей Львович Буданцев (1957—2021) — советский и российский ботаник, специалист в области ботанического ресурсоведения и систематики растений, доктор биологических наук, профессор, главный научный сотрудник Ботанического института имени В. Л. Комарова РАН (БИН), руководитель лаборатории растительных ресурсов БИНа, главный редактор «Ботанического журнала».

## Биография
Родился 5 мая 1957 года в семье учёных-палеоботаников: мать — профессор ВНИГРИ А. И. Киричкова, отец — член-корреспондент РАН Л. Ю. Буданцев.
С 1974 года стал сотрудником БИН АН СССР. В 1983 году окончил биолого-почвенный факультет Ленинградского государственного университета.
В 1987 году защитил кандидатскую диссертацию на тему «Род Dracocephalum L. (Lamiaceae) во флоре СССР (систематика, география, практическое значение)», выполненную под руководством Р. В. Камелина.
В 1993 году получил научную степень доктора биологических наук за исследование «Триба Nepeteae Benth. семейства Lamiaceae Lindl. (систематика, география, возможности использования)».
С 1994 по 2021 год возглавлял исследования по ботаническому ресурсоведению в БИНе, став с 1994 года заведующим отделом растительных ресурсов БИНа (существовал до 1999 года) и лабораторией растительных ресурсов, которую возглавлял до конца своих дней.
С 1995 года преподавал в Санкт-Петербургском химико-фармацевтическом университете. В 2001 году ему было присвоено звание профессора, а в 2004—2008 годах он заведовал кафедрой фармакогнозии.
Андрей Львович был ответственным редактором многотомного справочника «Растительные ресурсы России» (2008—2018). Участвовал в написании томов «Россия», 8, 10, 14, 15, 19, 23, 25 и 26 «Большой российской энциклопедии» (2004—2017).
С 2003 по 2016 год являлся главным редактором журнала «Растительные ресурсы», а с 2016 года был главным редактором «Ботанического журнала».
Ушёл из жизни 2 ноября 2021 года после тяжелой непродолжительной болезни.

## Научные труды
Автор и соавтор свыше 160 научных работ.
- Растительные ресурсы России и сопредельных государств : [сосудистые растения, их химический состав, использование] : в 9 т. / отв. ред. А. Л. Буданцев. — СПб. : Мир и семья-95, 1996. — Т. [9] : Ч. 1. Семейства Lycopodiaceae — Ephedraceae. Ч. 2. Дополнения к томам 1—7 справочника. — 572 с. — (Растительные ресурсы СССР). — 500 экз. — ISBN 5-90016-25-5.
- Растительные ресурсы / А. Л. Буданцев // Россия. — М. : Большая российская энциклопедия, 2004. — С. 132—137. — (Большая российская энциклопедия : [в 35 т.] / гл. ред. Ю. С. Осипов ; 2004—2017, т. [б. н.]). — ISBN 5-85270-326-5.
- Растительные ресурсы России : [дикорастущие сосудистые растения, их компонентный состав и биологическая активность] : в 8 т. / отв. ред. А. Л. Буданцев. — СПб. ; М. : Товарищество науч. изд. КМК, [2008—2018].